# نظام علي خان، آصف جاه الثاني
ميرزا نظام علي خان صديقي، آصف جاه الثاني (7 مارس 1734 - 6 أغسطس 1803) هو النظام (الحاكم) الخامس لدولة حيدر آباد بين عامي 1762 و1803. ولد في 7 مارس 1734 وهو الابن الرابع لآصف جاه الأول وعمدة بيغوم. اسمه الرسمي هو آصف جاه الثاني، نظام الملك، نظام الدولة، نواب مير نظام علي خان صديقي، فاتح جانغ، سيباه سالار، نواب سوبدار من ديكان. كتاب سوانح الدكن (أخبار الدكن)، وهو عمل فارسي ألفهُ منعم خان الهمداني، القائد العسكري في عهد آصف جاه الثاني، أعطى هذا العمل مزيدًا من التبصر حول نظام سلالة آصف جاهي بين عامي 1724 م و1783 م.